# Hoofdklasse hockey dames 2012/13
Het seizoen 2012/13 was de 32ste editie van de Nederlandse dameshoofdklasse hockey. De competitie ging van start op zondag 16 september 2012 en eindigde op zondag 5 mei 2013. Aansluitend gingen de play-offs om het landskampioenschap en promotie/degradatie van start.
Het voorgaande jaar degradeerden Klein Zwitserland en Rotterdam. Voor hen in de plaats zijn Nijmegen en De Terriërs gekomen. Die laatste club debuteert op het hoogste niveau, maar tijdens de voorlaatste speelronde degradeerde het rechtstreeks.
Amsterdam greep het landskampioenschap. In de finale van de play offs werd thuis eerst verloren en vervolgens twee keer gewonnen van Den Bosch op het veld aan de Oosterplas.

## Clubs
De clubs die dit seizoen aantraden:
| Club               | Stad             | Accommodatie                | Coach                |
| ------------------ | ---------------- | --------------------------- | -------------------- |
| Amsterdamsche H&BC | Amsterdam        | Wagener-stadion             | Alyson Annan         |
| HC Den Bosch       | 's-Hertogenbosch | Sportpark Oosterplas        | Raoul Ehren          |
| HDM                | Den Haag         | Sportpark Duinzigt          | Herman Kruis         |
| Hurley             | Amsterdam        | Sportpark Amsterdamse Bos   | Rick Mathijssen      |
| HC Kampong         | Utrecht          | Sportpark Maarschalkerweerd | Stijn van Roosendaal |
| Larense MHC        | Laren            | Sportpark Eemnesserweg      | Maarten Gehner       |
| MOP                | Vught            | Sportpark Bergenshuizen     | Toon Siepman         |
| NMHC Nijmegen      | Nijmegen         | Sportpark d'Almarasweg      | Rob Haantjes         |
| Oranje Zwart       | Eindhoven        | Sportpark Aalsterweg        | Ageeth Boomgaardt    |
| Pinoké             | Amsterdam        | Sportpark Amsterdamse Bos   | Etienne Spee         |
| SCHC               | Bilthoven        | Sportpark Kees Boekelaan    | Janneke Schopman     |
| De Terriërs        | Heiloo           | Sportpark Het Vennewater    | Jisse Waasdorp       |

## Ranglijst
Bijgewerkt t/m 5 mei 2013 (MEZT) 
| #  | Club         | GS | W  | G | V  | P  | DV      | DT      | DS  |
| -- | ------------ | -- | -- | - | -- | -- | ------- | ------- | --- |
| 1  | Den Bosch    | 22 | 20 | 1 | 1  | 61 | 78 - 19 | 78 - 19 | +59 |
| 2  | SCHC         | 22 | 16 | 3 | 3  | 51 | 61 - 21 | 61 - 21 | +40 |
| 3  | Amsterdam    | 22 | 16 | 3 | 3  | 51 | 56 - 24 | 56 - 24 | +32 |
| 4  | Laren        | 22 | 11 | 3 | 8  | 36 | 44 - 39 | 44 - 39 | +5  |
| 5  | Oranje Zwart | 22 | 10 | 4 | 8  | 34 | 46 - 34 | 46 - 34 | +12 |
| 6  | Hurley       | 22 | 10 | 2 | 10 | 32 | 39 - 35 | 39 - 35 | +4  |
| 7  | Kampong      | 22 | 9  | 3 | 10 | 30 | 37 - 41 | 37 - 41 | -4  |
| 8  | Pinoké       | 22 | 7  | 1 | 14 | 22 | 33 - 57 | 33 - 57 | -24 |
| 9  | HDM          | 22 | 6  | 4 | 12 | 22 | 40 - 50 | 40 - 50 | -10 |
| 10 | MOP          | 22 | 6  | 4 | 12 | 22 | 36 - 50 | 36 - 50 | -14 |
| 11 | Nijmegen     | 22 | 3  | 2 | 17 | 11 | 16 - 60 | 16 - 60 | -44 |
| 12 | De Terriërs  | 22 | 2  | 2 | 18 | 8  | 24 - 80 | 24 - 80 | -56 |

### Legenda
| Afk.        | Betekenis                            |
| ----------- | ------------------------------------ |
| GS          | aantal gespeelde wedstrijden         |
| W           | aantal gewonnen wedstrijden          |
| G           | aantal gelijk gespeelde wedstrijden  |
| V           | aantal verloren wedstrijden          |
| P           | totaal aantal punten                 |
| DV          | aantal gemaakte doelpunten           |
| DT          | aantal doelpunten tegen              |
| DS          | doelsaldo                            |
|             | Plaatsing Europacup I                |
|             | Naar play offs om landskampioenschap |
|             | Play Outs                            |
| De Terriërs | Rechtstreekse degradatie             |

## Topscorers
Bijgewerkt t/m 5 mei 2013 (MEZT) 
| # | Naam               | Club      | Tot. | V  | SC | SB |
| - | ------------------ | --------- | ---- | -- | -- | -- |
| 1 | Maartje Paumen     | Den Bosch | 37   | 1  | 30 | 6  |
| 2 | Eva de Goede       | Amsterdam | 16   | 3  | 11 | 2  |
| 3 | Caia van Maasakker | SCHC      | 14   | 0  | 14 | 0  |
| 4 | Maike Stöckel      | SCHC      | 12   | 10 | 2  | 0  |

## Play offs kampioenschap
Na de reguliere competitie wordt het seizoen beslist door middel van play-offs om te bepalen wie zich kampioen van Nederland mag noemen. Deze begonnen op Hemelvaartsdag 9 mei 2013 met de halve finales. De nummer 1 neemt het hierin op tegen de nummer 4 en de nummer 2 neemt het op tegen de nummer 3. Vervolgens spelen de winnaars in de finale om het landskampioenschap.
Geplaatste clubs
| #  | Club      |
| -- | --------- |
| 1. | Den Bosch |
| 2. | SCHC      |
| 3. | Amsterdam |
| 4. | Laren     |

### Halve finales
1e wedstrijd
| 9 mei 2013 12:30 UTC+2 |                  |                                             |                                                                              |
| Laren                  | 1:2 (0:1)        | Den Bosch                                   | Sportpark Eemnesserweg, Laren Scheidsrechters: Nicole Wajer Pieter Hembrecht |
| 70' Naomi van As       | Wedstrijdverslag | 2' Vera Vorstenbosch 57' Willemijn Bos (eg) | Sportpark Eemnesserweg, Laren Scheidsrechters: Nicole Wajer Pieter Hembrecht |

| 9 mei 2013 12:30 UTC+2  |                  |      |                                                                              |
| Amsterdam               | 1:0 (1:0)        | SCHC | Wagener-stadion, Amstelveen Scheidsrechters: Mirjam Wessel Juus de Kempenaer |
| 3' Kiki Collot d'Escury | Wedstrijdverslag |      | Wagener-stadion, Amstelveen Scheidsrechters: Mirjam Wessel Juus de Kempenaer |

2e wedstrijd
| 11 mei 2013 12:30 UTC+2                                                            |                  |                                                                                               |                                                                                        |
| Den Bosch                                                                          | 2:5 (1:1, 1:1)   | Laren                                                                                         | Sportpark Oosterplas, 's-Hertogenbosch Scheidsrechters: Claire Druijts Stella Bartlema |
| 25' Margot van Geffen Shootout serie Maartje Paumen Maartje Goderie Lidewij Welten | Wedstrijdverslag | 31' Kim Lammers Shootout serie Kim Lammers Miek van Geenhuizen Willemijn Bos Maxime Kerstholt | Sportpark Oosterplas, 's-Hertogenbosch Scheidsrechters: Claire Druijts Stella Bartlema |

| 11 mei 2013 12:30 UTC+2                                                                  |                  |                       |                                                                                           |
| SCHC                                                                                     | 4:1 (0:0)        | Amsterdam             | Sportpark Kees Boekelaan, Bilthoven Scheidsrechters: Fanneke Alkemade Caroline Brunekreef |
| 45' Caia van Maasakker (sc) 48' Maike Stöckel 55' Roos Drost 59' Caia van Maasakker (sc) | Wedstrijdverslag | 64' Eva de Goede (sc) | Sportpark Kees Boekelaan, Bilthoven Scheidsrechters: Fanneke Alkemade Caroline Brunekreef |

3e wedstrijd
| 12 mei 2013 15:00 UTC+2                                                            |                  |       |                                                                                          |
| Den Bosch                                                                          | 4:0 (2:0)        | Laren | Sportpark Oosterplas, 's-Hertogenbosch Scheidsrechters: Fanneke Alkemade Jasper Nagtzaam |
| 2' Maartje Paumen (sc) 18' Frédèrique Matla 48' Lieke Hulsen 65' Vera Vorstenbosch | Wedstrijdverslag |       | Sportpark Oosterplas, 's-Hertogenbosch Scheidsrechters: Fanneke Alkemade Jasper Nagtzaam |

| 12 mei 2013 15:00 UTC+2 |                  |                                    |                                                                                  |
| SCHC                    | 1:2 (1:0)        | Amsterdam                          | Sportpark Kees Boekelaan, Bilthoven Scheidsrechters: Arthur Pols Stella Bartlema |
| 30' Claire Verhage      | Wedstrijdverslag | 53' Emily Hurtz 68' Elsemiek Groen | Sportpark Kees Boekelaan, Bilthoven Scheidsrechters: Arthur Pols Stella Bartlema |

### Finale kampioenschap
1e wedstrijd
| 25 mei 2013 12:30 UTC+2                                           |                  |                                                                                 |                                                                           |
| Amsterdam                                                         | 1:3 (0:0, 0:0)   | Den Bosch                                                                       | Wagener-stadion, Amstelveen Scheidsrechters: Thijs Retra Fanneke Alkemade |
| Shootout serie Eva de Goede Ellen Hoog Kitty van Male Lauren Stam | Wedstrijdverslag | Shootout serie Maartje Paumen Frédèrique Matla Lidewij Welten Margot van Geffen | Wagener-stadion, Amstelveen Scheidsrechters: Thijs Retra Fanneke Alkemade |

2e wedstrijd
| 26 mei 2013 12:30 UTC+2 |                  |                                             |                                                                                             |
| Den Bosch               | 1:2 (1:1)        | Amsterdam                                   | Sportpark Oosterplas, 's-Hertogenbosch Scheidsrechters: Stella Bartlema Caroline Brunekreef |
| 7' Maartje Paumen (sc)  | Wedstrijdverslag | 28' Kelly Jonker (sc) 55' Kelly Jonker (sc) | Sportpark Oosterplas, 's-Hertogenbosch Scheidsrechters: Stella Bartlema Caroline Brunekreef |

3e wedstrijd
| 1 juni 2013 15:30 UTC+2 |                  |                                                                |                                                                                             |
| Den Bosch               | 1:3 (1:1)        | Amsterdam                                                      | Sportpark Oosterplas, 's-Hertogenbosch Scheidsrechters: Stella Bartlema Caroline Brunekreef |
| 9' Vera Vorstenbosch    | Wedstrijdverslag | 21' Eva de Goede (sc) 43' Eva de Goede (sc) 59' Kitty van Male | Sportpark Oosterplas, 's-Hertogenbosch Scheidsrechters: Stella Bartlema Caroline Brunekreef |

## Promotie/Degradatie play offs
| Hoofdklasse | Resultaat | Overgangsklasse   | Resultaat |
| ----------- | --------- | ----------------- | --------- |
| MOP         | 10        | Klein Zwitserland | 3         |
| Nijmegen    | 11        | Bloemendaal       | 2         |

Play outs 10de/3de
| Datum              | Wedstrijd               | Uitslag       | Scoreverloop |
| ------------------ | ----------------------- | ------------- | --- |
| 25 mei 2013, 12:30 | Klein Zwitserland - MOP | 0 - 3 (0 - 1) | 0-1 Jolijn Donkers, 0-2 Lieke van Wijk (sc), 0-3 eigen doelpunt |
| 26 mei 2013, 12:30 | MOP - Klein Zwitserland | 6 - 3 (3 - 2) | 1-0 Lieke van Wijk (sc), 1-1 Alessia Padalino (sc), 2-1 Lieke van Wijk (sc), 3-1 Donja Zwinkels, 3-2 Amy-Jo Rolvink, 4-2 Lieke van Wijk (sc), 4-3 Amy-Jo Rolvink, 5-3 Lieke van Wijk (sc), 6-3 Natalia Wisniewska (sc) |

Play outs 11de/2de
| Datum              | Wedstrijd              | Uitslag       | Scoreverloop |
| ------------------ | ---------------------- | ------------- | --- |
| 25 mei 2013, 12:00 | Bloemendaal - Nijmegen | 0 - 2 (0 - 0) | 0-1 Yvonne van den Hoorn, 0-2 Janneke Woudenberg (sc)                                                               |
| 26 mei 2013, 12:00 | Nijmegen - Bloemendaal | 4 - 1 (2 - 0) | 1-0 Dorien Koolen, 2-0 Klaartje Mientjes, 3-0 Ellemiek Koenders, 4-0 Dorien Koolen, 4-1 Annemieke Schildmeijer (sc) |

MOP en Nijmegen handhaven zich in de Hoofdklasse voor het seizoen 2013/14.
Nederlands landskampioenschap

1921/22 ·
1922/23 ·
1923/24 ·
1924/25 ·
1925/26 ·
1926/27 ·
1927/28 ·
1928/29 ·
1929/30 ·
1930/31 ·
1931/32 ·
1932/33 ·
1933/34 ·
1934/35 ·
1935/36 ·
1936/37 ·
1937/38 ·
1938/39 ·
1939/40 ·
1940/41 ·
1941/42 ·
1942/43 ·
1943/44 ·
1944/45 ·
1945/46 ·
1946/47 ·
1947/48 ·
1948/49 ·
1949/50 ·
1950/51 ·
1951/52 ·
1952/53 ·
1953/54 ·
1954/55 ·
1955/56 ·
1956/57 ·
1957/58 ·
1958/59 ·
1959/60 ·
1960/61 ·
1961/62 ·
1962/63 ·
1963/64 ·
1964/65 ·
1965/66 ·
1966/67 ·
1967/68 ·
1968/69 ·
1969/70 ·
1970/71 ·
1971/72 ·
1972/73 ·
1973/74 ·
1974/75 ·
1975/76 ·
1976/77 ·
1977/78 ·
1978/79 ·
1979/80 ·
1980/81
Hoofdklasse dames

1981/82 · 
1982/83 · 
1983/84 · 
1984/85 · 
1985/86 · 
1986/87 · 
1987/88 · 
1988/89 · 
1989/90 · 
1990/91 · 
1991/92 · 
1992/93 · 
1993/94 · 
1994/95 · 
1995/96 · 
1996/97 · 
1997/98 · 
1998/99 · 
1999/00 · 
2000/01 · 
2001/02 · 
2002/03 · 
2003/04 · 
2004/05 · 
2005/06 · 
2006/07 · 
2007/08 · 
2008/09 · 
2009/10 · 
2010/11 · 
2011/12 · 
2012/13 ·
2013/14 ·
2014/15 ·
2015/16 ·
2016/17 ·
2017/18 ·
2018/19 ·
2019/20 ·
2020/21 ·
2021/22 ·
2022/23 ·
2023/24 ·
2024/25 ·
Nederlandse competities: Hoofdklasse (zaal) · Promotieklasse · Overgangsklasse · Eerste klasse · Tweede klasse · Derde klasse · Vierde klasse · Gold Cup · Silver Cup

Nederlands kampioenschap: Lijst van Nederlandse landskampioenen hockey · Lijst van Nederlandse landskampioenen zaalhockey

Europese competities: Euro Hockey League · Europacup I · Europa Cup II · Europacup zaalhockey